# Hortus sanitatis

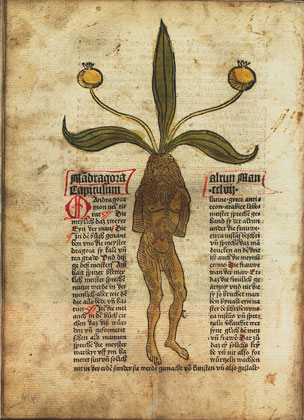
Gart der Gesundheit

Hortus sanitatis, é um livro que foi escrito pelo médico alemão, Johann Wonnecke von Caub, que latinizou o seu nome como Johannes de Cuba, tratando-se o autor do primeiro livro de história natural impresso no século XV.
O seu livro apareceu em alemão com o título de Gart der Gesundheit (1485) e posteriormente é traduzido para latim com o título de Hortus sanitatis (1491) editado por Jacob von Meydenbach. Contrariamente ao que pensam alguns especialistas parece que não se trata de uma tradução de Latin Herbarius de 1484 mas de uma obra original de maior tamanho. 
Foi traduzido para francês em 1500 com o título de Jardin de santé : herbes, arbres et choses qui de iceuly coqueurent et conviennet a lusage de medecine.
A obra Hortus sanitatis está dividida em vários tratados.
- De Herbis, a mais famosa, trata das plantas e do seu uso medicinal. Conta com 530 capítulos.
- De animalibus vitam in terris ducentium que trata sobre os animais terrestres em 164 capítulos.
- De avibus, tratado sobre as aves e sobre os animais voadores em geral (inclui morcegos e insectos voadores).
- De piscibus de 106 capítulos é um tratado sobre os peixes e  monstros marinhos (onde aparece uma famosa ilustração de uma sereia).
- De lapidibus de 144 capítulos sobre pedras preciosas.
- E, finalmente, Tractatus de Urinis.

A obra em general tem uma evidente vocação médica.
As ilustrações são rudimentares ainda que fiéis à realidade. O autor recolhe numerosas lendas, como a árvore da vida do paraíso, as sereias, o centauro, etc.